# Adolf Arndt

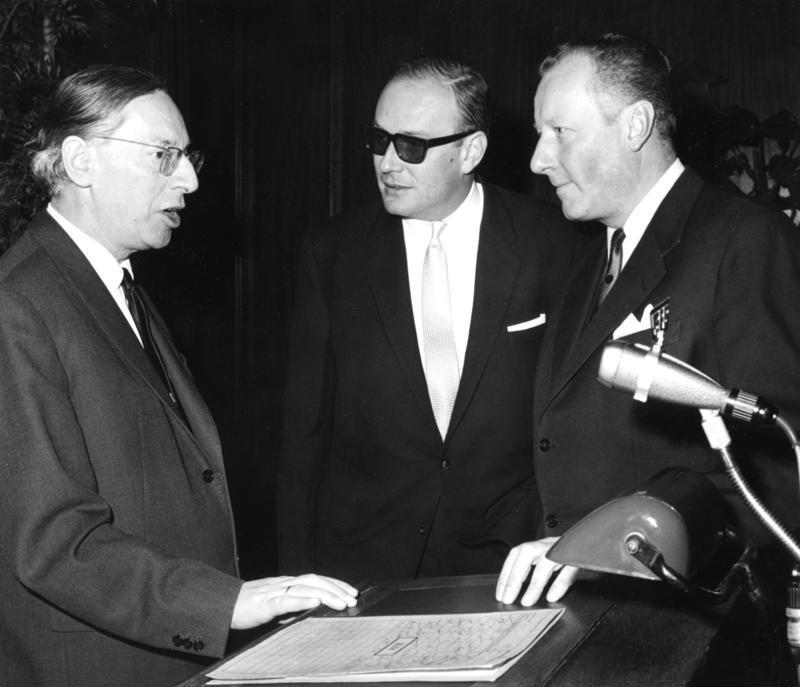
Adolf Arndt, Walter Krüttner und Jürgen Neven-du Mont (von links), 1964

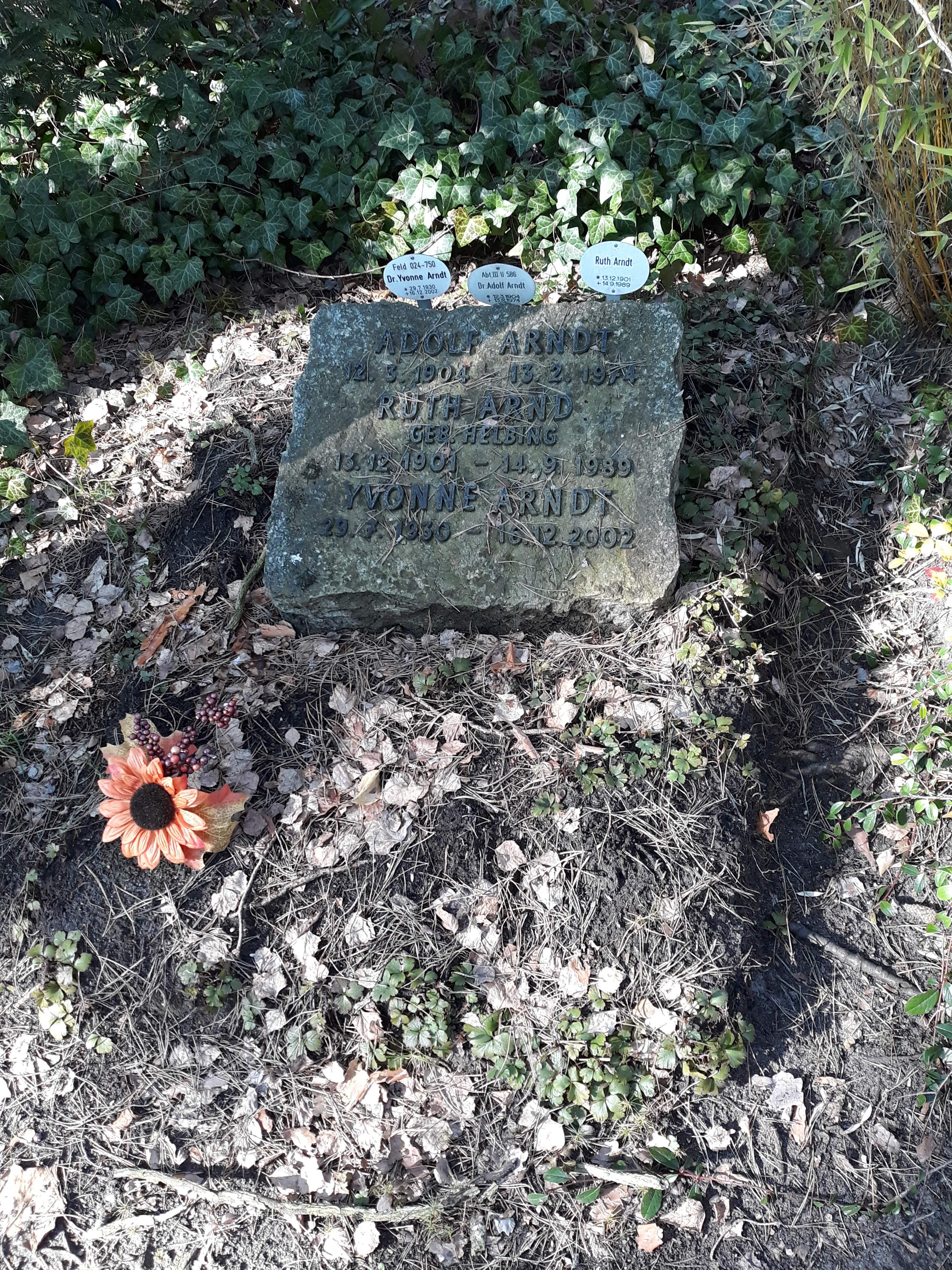
Das Grab von Adolf Arndt und seiner Ehefrau Ruth, geborene Helbing, sowie Tochter Yvonne auf dem Waldfriedhof Zehlendorf in Berlin.

Karl Otto Adolf Arndt (* 12. März 1904 in Königsberg, Ostpreußen; † 13. Februar 1974 in Kassel) war ein deutscher Jurist, Politiker (SPD) und Architekturkritiker.

## Leben und Beruf
Adolf Arndt wurde als Sohn des Juraprofessors (Staatsrecht und Bergrecht) G. Adolf Arndt (1849–1926) und seiner Frau Louise Arndt geb. Zabeler in Königsberg geboren. Als Kind zog er mit seinen Eltern nach Berlin und 1920 nach Marburg, wo er am Gymnasium Philippinum 1922 sein Abitur ablegte. Anschließend studierte er an den Universitäten in Marburg und Berlin Rechtswissenschaften, Volkswirtschaftslehre und Philosophie. Nach seinem zweiten juristischen Staatsexamen und einer Promotion über kartellrechtliche Verwaltungsakte war er zunächst in Berlin als Rechtsanwalt in der Kanzlei des renommierten Strafverteidigers Max Alsberg tätig. Anschließend war er Richter am Landgericht III in Berlin und in dieser Funktion auch 1930 Berichterstatter im Prozess gegen George Grosz wegen Gotteslästerung. Er legte das Richteramt 1933 nieder, da er „nicht bei denen [gemeint waren die Nationalsozialisten] mitmachen“ wollte. In der Kanzlei von Fritz Schönbeck in Berlin vertrat er abermals als Rechtsanwalt neben Wirtschaftsunternehmen auch politisch Verfolgte wie Wilhelm Leuschner und Theodor Leipart. Arndt war als „Halbjude“ eingestuft und wurde 1943 zur Zwangsarbeit bei der Organisation Todt verpflichtet. Im Sommer 1944 wurde er inhaftiert, konnte sich aber Anfang 1945 inkognito zu seiner Familie nach Schlesien retten. Von dort flüchtete er im Februar 1945 gemeinsam mit seiner Familie nach Westfalen.
Im August 1945 wurde Arndt als Rechtsanwalt und Notar in Marburg zugelassen und wechselte im November in das Hessische Ministerium der Justiz. Er war Ministerialrat und Oberstaatsanwalt, leitete später die Strafrechtsabteilung. Von 1948 bis 1950 war er als Landesanwalt Mitglied des Staatsgerichtshofs des Landes Hessen. Nachdem er 1950 in den Deutschen Bundestag gewählt worden war, legte er dieses Amt nieder.
Mitte der 1950er Jahre zog er nach Bonn, wo er als Rechtsanwalt beim Landgericht zugelassen wurde.
Arndt war Bruder von Helmut Arndt. Er war mit Ruth Arndt, geb. Helbing, (1901–1989) verheiratet. Adolf Arndt und sein Sohn Claus Arndt gehörten im Zeitraum Juni 1968 bis Oktober 1969 gleichzeitig dem Deutschen Bundestag an.
Adolf Arndt starb im Alter von 69 Jahren. Er wurde auf dem Waldfriedhof Zehlendorf an der Potsdamer Chaussee in Berlin beigesetzt.

## Partei
1946 trat Arndt der SPD bei. Er gehörte von 1956 bis 1964 dem SPD-Bundesvorstand an und gestaltete das Godesberger Programm mit. Er setzte ein deutlicheres Bekenntnis zum Grundgesetz durch, als die Programmkommission unter der Leitung von Willi Eichler ursprünglich vorgesehen hatte.

## Abgeordneter
1948/49 gehörte Arndt dem Wirtschaftsrat der Bizone an, als Vorsitzender des Rechtsausschusses und des Ausschusses für Beamtenrecht sowie des Sonderausschusses für Wertpapierbereinigung und des Sonderkomitees „DM-Eröffnungsbilanz“. Vom 7. September 1949 bis zum 19. Oktober 1969 war er Mitglied des Deutschen Bundestages in dessen erster bis fünfter Wahlperiode. Bei den Bundestagswahlen 1949 und 1953 errang er das Direktmandat im hessischen Wahlkreis Hersfeld, 1957 zog er über die Landesliste der SPD Bayern, 1961 als eines der vom Abgeordnetenhaus von Berlin gewählten Mitglieder und 1965 schließlich über die Landesliste der SPD Nordrhein-Westfalen ins Parlament ein. 1949 bis 1961 wirkte er als Justitiar und Parlamentarischer Geschäftsführer der SPD-Fraktion. Außerdem war er von 1949 bis 1957 stellvertretender Vorsitzender des Bundestagsausschusses für Rechtswesen und Verfassungsrecht und 1951/52 stellvertretender Vorsitzender des Parlamentarischen Untersuchungsausschusses zur Überprüfung von Missständen in der Bundesverwaltung (Platow-Ausschuss). 1953 bis 1961 war er Vorsitzender des Arbeitskreises Rechtswesen der SPD-Fraktion.
Berühmt geworden ist Arndts Bundestagsrede bei der Verjährungsdebatte von 1965, bei der er ein sehr persönliches Bekenntnis ablegte und eine moralische Mitschuld an den Verbrechen des nationalsozialistischen Terrorregimes bekannte.
Arndt galt als Kronjurist der SPD-Bundestagsfraktion, der die Fraktion und auch die Partei vielfach vor dem Bundesverfassungsgericht vertrat, zum Beispiel in den Verfahren über das von Bundeskanzler Konrad Adenauer geplante „Bundesfernsehen“ oder die Parteienfinanzierung. Der Nachlass von Adolf Arndt befindet sich im Archiv der sozialen Demokratie der Friedrich-Ebert-Stiftung.

## Öffentliche Ämter
Vom 11. März 1963 bis zum 31. März 1964 nahm Adolf Arndt – parallel zu seiner Mitgliedschaft im Bundestag – das neu geschaffene Amt des Senators für Wissenschaft und Kunst in Berlin wahr. Von 1964 bis 1969 fungierte Arndt als Vorsitzender des Deutschen Werkbundes.

## Ehrungen
Die Landesregierung von Nordrhein-Westfalen verlieh Arndt für seine Verdienste 1969 den Titel eines Professors ehrenhalber. Außerdem erhielt er 1964 die Ehrenmitgliedschaft der Akademie der Künste, 1965 den Kritikerpreis des Bundes Deutscher Architekten (BDA) und 1973 die Hans-Dahs-Plakette des Deutschen Anwaltvereins.

## Veröffentlichungen
1. Grundfragen des Verfassungsrechts. In: SJZ 1946, S. 81 bis 85.
2. Warum und wozu Wiedergutmachung? In: JZ 1956, S. 211 ff.
3. Die Persönlichkeit in der parlamentarischen Demokratie. Berlin 1958.
4. Die Entmachtung des Bundestages. In: Die Neue Gesellschaft. 1959, Heft 6, S. 431 bis 438.
5. Die Verfassungsbeschwerde wegen Verletzung des rechtlichen Gehörs. In: NJW, 1959, S. 1297 bis 1301.
6. Die Nichtigkeit verfassungswidriger Gesetze. In: DÖV 1959, S. 81 bis 84.
7. Der Jurist im Parlament. In: Juristen-Jahrbuch. 1960, S. 82 bis 89.
8. Das nicht erfüllte Grundgesetz. Tübingen 1960.
9. Demokratie als Bauherr. Vortrag gehalten an der Akademie der Künste Berlin 1960.
10. Das zeitgerechte Parlamentsgebäude. In: Die Neue Gesellschaft. 1962, Heft 6, S. 429 bis 438.
11. Gesetzesrecht und Richterrecht. In: NJW 1963, S. 1273 bis 1284.
12. Reform der Parlamentarischen Untersuchungsausschüsse. In: DRiZ 1964, S. 290 bis 292.
13. Die Rolle der Massenmedien in der Demokratie, in: M. Löffler (Hrsg.), Die Rolle der Massenmedien in der Demokratie. München/Berlin 1966.
14. Opposition. In: Die Neue Sammlung. 1968, Heft 1, S. 1 bis 17.